# Hauptwil-Gottshaus
Hauptwil-Gottshaus ist eine politische Gemeinde im Bezirk Weinfelden des Kantons Thurgau in der Schweiz. Sie besteht aus den Ortschaften Hauptwil, Wilen (Gottshaus) und St. Pelagiberg und einer Gruppe von dazwischen liegenden Weilern.
Die seit 1996 bestehende Gemeinde ging im Zuge der Thurgauer Gemeindeorganisation aus der Vereinigung der Munizipalgemeinde Hauptwil mit deren Ortsgemeinden Hauptwil und Gottshaus hervor.

## Geographie

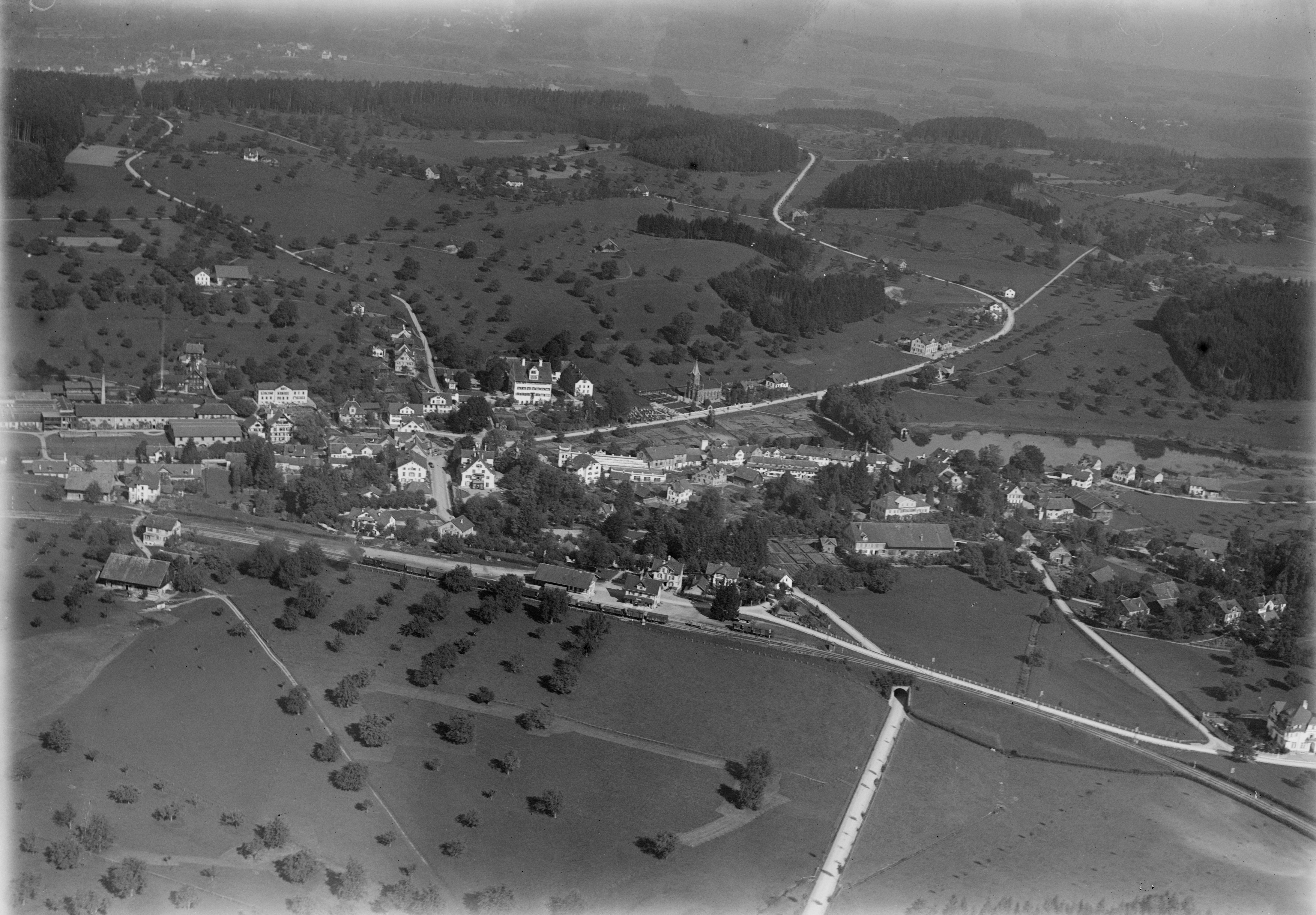
Hauptwil auf einem Luftbild von Walter Mittelholzer von 1923

Die Gemeinde Hauptwil-Gottshaus grenzt an die Gemeinden Bischofszell und Zihlschlacht-Sitterdorf im Kanton Thurgau sowie die St. Galler Gemeinden Waldkirch, Muolen und Häggenschwil.
Zwischen der Ortschaft Hauptwil und dem Weiler Wilen sind fünf Weiher, die im 15. Jahrhundert angelegt wurden (siehe unten).

## Geschichte

Hauptwil um 1792 als ein Zentrum der Leinwandherstellung. Das Dorf hat sich seither kaum verändert.

Die fünf Weiher von Hauptwil wurden um 1430 für die Fischzucht künstlich angelegt. Später waren sie der Textilindustrie nützlich. Der deutsche Dichter Friedrich Hölderlin war von Januar bis April 1801 in Hauptwil als Hauslehrer tätig.
In der Revolutionszeit am Ende des 18. Jahrhunderts zog sich ein tiefer Graben zwischen den beiden Gemeindeteilen. Während Hauptwil eine treibende Kraft bei der Erreichung bei der Einführung der helvetischen Einheitsverfassung war, kämpfte die Gottshauser Bauernschaft vehement gegen diese Neuerungen. Trotzdem wurden 1803 die beiden Ortsgemeinden Hauptwil und Gottshaus zur Munizipalgemeinde Hauptwil zusammengefasst.
Hauptwil erhielt 1992 den Thurgauer Heimatschutzpreis und 1999 den Wakkerpreis, weil es durch sorgfältige Bauordnungen dafür sorgte, viele Wohn- und Gewerbehäuser der letzten drei Jahrhunderte zu erhalten und sanft den heutigen Gegebenheiten anzupassen.
→ siehe auch Abschnitt Geschichte im Artikel Hauptwil

→ siehe auch Abschnitt Geschichte im Artikel Gottshaus

## Wappen

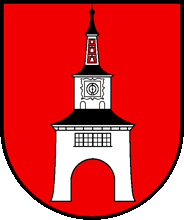
Hauptwil

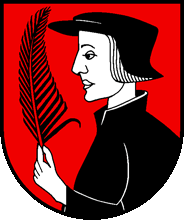
Gottshaus

Hauptwil-Gottshaus

Blasonierung: Über gewelltem weissem Schildfuss mit fünf blauen Wellenleisten in Rot heraldisch rechts dreiteiliger weisser Torturm mit schwarzen Dächern, links Brustbild des heiligen Pelagius mit schwarzem Priesterhut, Rock und Palmwedel, Gesicht und Hand weiss.
Mit der 1996 vollzogenen Fusion von Gottshaus und Hauptwil – die Siedlung Stocken/Breite der früheren Ortsgemeinde Gottshaus wurde der Einheitsgemeinde Bischofszell zugeteilt – wurde auch ein neues Gemeindewappen eingeführt. Neben den beiden unverändert übernommenen Symbolen aus den ehemaligen Ortsgemeindewappen wurde auch das Wasser als Symbol für die bekannten Speicherseen von Hauptwil in das neue Wappen einbezogen.

## Bevölkerung
| Hier fehlt eine Grafik, die leider im Moment aus technischen Gründen nicht angezeigt werden kann. Wir arbeiten daran! |

|                            | 1850 | 1900 | 1950 | 1980 | 1990 | 2000 | 2010 | 2018 | 2023 |
| -------------------------- | ---- | ---- | ---- | ---- | ---- | ---- | ---- | ---- | ---- |
| Politische Gemeinde        |      |      |      |      |      | 1914 | 1824 | 1941 | 2069 |
| Munizipalgemeinde Hauptwil | 1379 | 1417 | 1617 | 1514 | 1721 |      |      |      |      |

Von den insgesamt 2069 Einwohnern der Gemeinde Hauptwil-Gottshaus am 31. Dezember 2023 waren 225 bzw. 10,9 % ausländische Staatsbürger. 728 (35,2 %) waren römisch-katholisch und 549 (26,5 %) evangelisch-reformiert.

## Wirtschaft
Auf dem Gemeindegebiet sind 63 Industrie- und Gewerbebetriebe und 36 Dienstleistungsbetriebe angesiedelt. Die Zahl der Landwirtschaftsbetriebe beläuft sich auf 44.
Im Jahr 2016 bot Hauptwil-Gottshaus 492 Personen Arbeit (umgerechnet auf Vollzeitstellen). Davon waren 20,4 % in der Land- und Forstwirtschaft, 38,5 % in Industrie, Gewerbe und Bau sowie 41,2 % im Dienstleistungssektor tätig.

## Verkehr

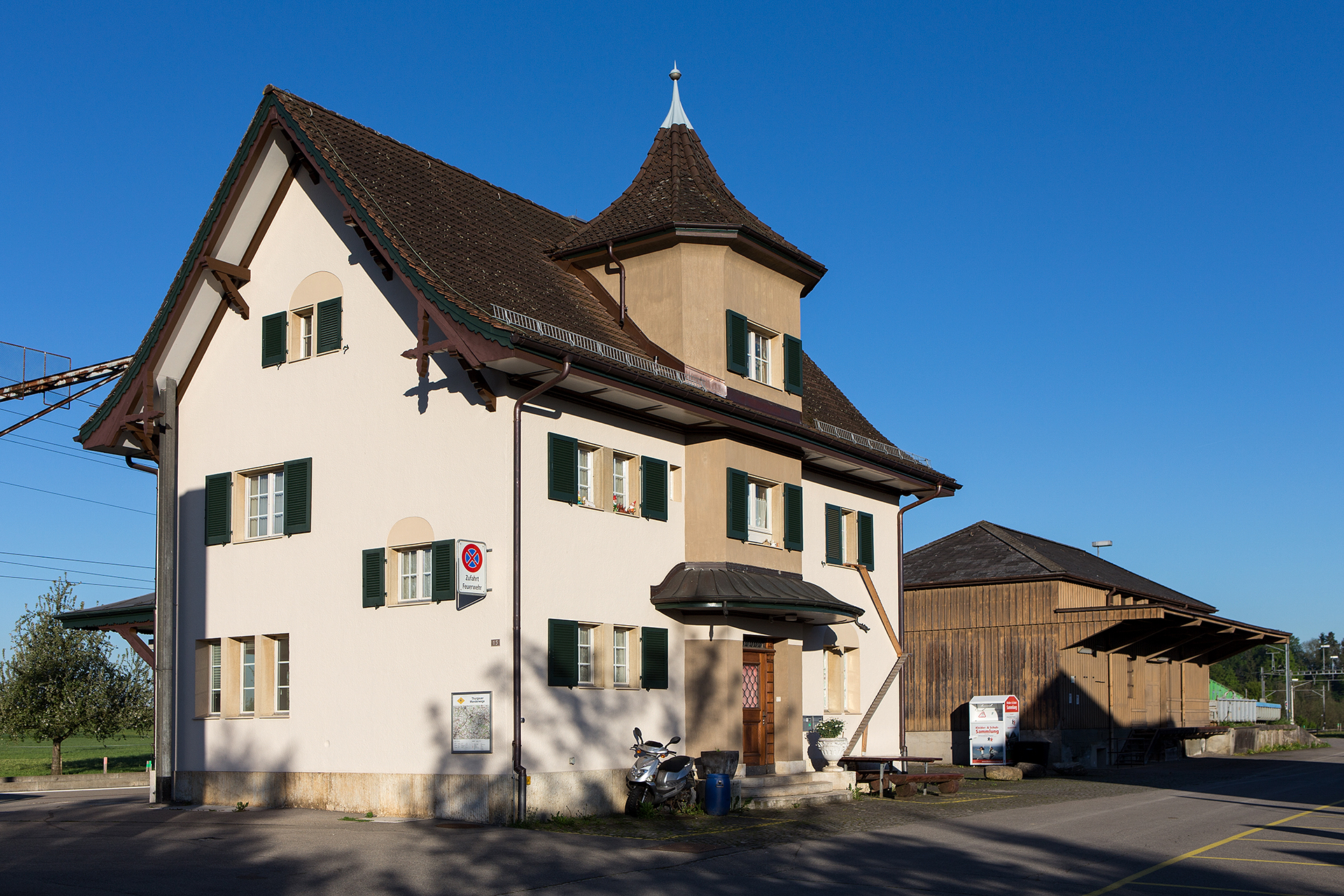
Bahnhof Hauptwil

Hauptwil ist verbunden durch die Hauptstrasse Gossau SG–Bischofzell. Auf der gleichen Route fährt die S5 der S-Bahn St. Gallen auf den Gleisen der früheren Bischofszellerbahn mit Halt am Bahnhof Hauptwil.
In der Gertau führt die Fähre Gertau–Degenau über die Sitter zur Degenau in der Nachbargemeinde Zihlschlacht-Sitterdorf.

## Sehenswürdigkeiten
Hauptwil ist im Inventar der schützenswerten Ortsbilder der Schweiz aufgeführt.

## Bilder
→ siehe Abschnitt Sehenswürdigkeiten im Artikel Hauptwil

## Persönlichkeiten
→ siehe Abschnitt Persönlichkeiten im Artikel Hauptwil

→ siehe Abschnitt Persönlichkeiten im Artikel Gottshaus